# Lycastrirhyncha
Lycastrirhyncha là một chi ruồi trong họ Syrphidae.